# Pistolero (película de 2019)
Pistolero es una película de Argentina filmada en colores dirigida por Nicolás Galvagno sobre su propio guion que se estrenó el 10 de octubre de 2019 y tuvo como actores principales a Lautaro Delgado, Sergio "Maravilla" Martínez,  Diego Cremonesi y Juan Palomino.
Esta libremente inspirada en la historia real de los últimos bandidos rurales de la argentina, Isidro Velázquez y Claudio Velazquez. 

## Sinopsis
Dos hermanos integran una banda de ladrones que roba una joyería y deja pistas a la policía. Una mujer que se cruza en su camino  llega a su vida y el amor abre nuevos horizontes de este western cuyano.

## Reparto
Intervinieron en la película los siguientes intérpretes:
- Lautaro Delgado ... Isidoro Mendoza
- Sergio "Maravilla" Martínez ... Claudio Mendoza
- Diego Cremonesi ... Giuseppino Petri
- Juan Palomino ... Inspector Maidana
- María Abadi  ... Sofía

## Críticas
Santiago Balestra en el sitio altapeli.com opinó:

”...muy honesta falta de pretensiones, salvo la de contar una historia y hacerlo con propiedad...tomar a cada uno de sus carismáticos personajes y explotarlos al máximo: cada uno tiene su idiosincrasia, cada uno tiene su historia y su actitud claramente marcadas… Lautaro Delgado da sincera vida, con calma voz y expresión, al pistolero protagonista. María Abadi se muestra natural y fresca en su papel de interés romántico. Diego Cremonesi…uno de los grandes actores de carácter del cine nacional reciente, dando vida a un italiano de pocas pulgas. …el boxeador Sergio “Maravilla” Martínez...papel breve, pero le saca mucho provecho y con una naturalidad que llama la atención.

La película recibió aclamación de la crítica desde su estreno en el Festival BAFICI en 2019. En el sitio web de crítica Todas Las Críticas, la película posee una aprobación del 95% con un puntaje promedio de 74/100 basado en 21 reseñas. 
Estuvo nominada a los Premios Cóndor de Plata 2020 como mejor Opera Prima y mejor Sonido